# Монблан
Монбла́н (фр. Mont Blanc и итал. Monte Bianco — «белая гора») — вершина в одноимённом массиве, возвышается над озером Леман в Альпах. Это самая высокая точка Альп, достигает высоты 4806 м над уровнем моря. Самая высокая гора в Европейском союзе и Европе, если не считать Кавказские горы частью Европы. Находится на границе Италии и Франции. С вершины Монблана в ясный день видны горные хребты Юра, Вогезы, Шварцвальд и Центральный массив, а также основные вершины Альп. В Италии ближайший город — Курмайёр, (область Валле-д’Аоста), а во Франции — Шамони (департамент Верхняя Савойя). В 1965 году под горой построен 11-километровый тоннель, соединяющий две страны. Ежедневно по нему проезжают до 5000 автомобилей.

## Геология
Возникновение и формирование горы Монблан является продуктом динамичной и сложной геологии Альп в целом. Гора состоит, в основном, из скальных пород, в большинстве своём представленных известняками и сланцами, сформировавшимися около 700 миллионов лет назад. Около 300 миллионов лет назад сформировались местные граниты. Около 100 миллионов лет назад, когда начали взаимодействие африканская и европейская плиты, фактически начался процесс горообразования, который продолжается под действием движения африканской плиты на север.

## Границы
Принадлежность горы Монблан определена Туринским договором, но страна, подписавшая его с итальянской стороны, формально не была Италией, она называлась Сардинским Королевством (Пьемонт).
Словари по-разному определяют принадлежность горы: в «Советской энциклопедии», а затем и в Российской, отметка высоты 4807—4810 м дана как высшая точка в статьях об обеих странах. В итальянских словарях указывается Монблан с обновлённым значением — Монблан-де-Курмайёр (фр. Mont-Blanc-de-Courmayeur; 4748 м), это второй по высоте пик горы. Во французской энциклопедии даётся определение мощных горных массивов и хребтов Альп без указания границ, но с описанием самой высокой вершины — Монблана. В 1947—1963 годах франко-итальянская комиссия уточнила границы многих участков возле горы, и хотя временами возникали разногласия, вопрос о принадлежности вершины Монблана не поднимался.
Разногласия по поводу границ и полномочий при эксплуатации туристических ресурсов возле горы возникают и в 21 веке. Когда французская префектура Верхняя Савойя объявила в октябре 2020 года о мерах, которые намерена принять для защиты природного объекта Монблан с целью контроля движения в Альпах и сохранения растений и дикой природы, итальянское правительство направило официальную ноту французским властям, призывая создать совместную комиссию для решения проблемы обслуживания границы, чтобы «избежать любой односторонней инициативы местных властей».

## Высота горы
Вершина горы Монблан — это купол, покрытый толстым многолетним слоем льда и снега, толщина которого изменяется, поэтому сложно определить высоту горы. Высота вершины постоянно меняется, и об этом свидетельствуют точные измерения. Долгое время официальная высота горы составляла 4807 м. В 2002 году корпорация IGN Entertainment и эксперты-геодезисты с помощью технологии GPS измерили высоту вершины, и обнаружили, что гора «подросла» почти на полметра, её высота составила 4807,40 м.
После того как в Европе в 2003 году была зафиксирована сильная жара, группа учёных — гляциолог Люка Моро, геодезисты из GPS, три человека IGN, семь экспертов-геодезистов, четыре горных гида из Шамони и Сен-Жерве и четыре студента из различных институтов Франции — в сентябре вновь измерила вершину, и высота над уровнем моря составила 4808,45 м, а пик оказался на расстоянии 75 см от того места, где он был в 2002 году. После публикации результатов 2003 года было проведено измерение более 500 точек горы для оценки последствий изменения климата и колебаний высоты в разных точках. С тех пор высоту горы измеряли каждые два года. Предположение, что волна тепла вызвала колебание высоты, не нашло подтверждения, поскольку известно, что волна тепла не оказала значительного воздействия на ледники на высоте более 4000 м. Изменение высоты и положения горной вершины происходит в результате продолжающегося столкновения двух тектонических плит — Евразии и Африки, а также метеорологических процессов, в том числе эрозии на вершине хребта. На этой высоте температура редко поднимается выше 0 °C. Летом 2003 года температура поднялась до 2 °C и даже до 3 °C, но этого было бы недостаточно, чтобы растаяло такое количество льда и снега. В 2005 году вершина была измерена вновь, результаты были опубликованы 16 декабря 2005 года — высота составила 4808,75 м, что на 30 см больше, чем предыдущая зарегистрированная высота. Скальная вершина находилась на высоте 4792 м, примерно в 40 м к западу от вершины, покрытой льдом. В 2007 году высота вершины составляла 4807,9 м, а в 2009 году — 4 807,45 м. В 2013 году высота вершины была 4810,02 м, а в 2015 году — 4 808,73 м.

## Туризм
Покорение Монблана произошло 8 августа 1786 года после неоднократных попыток двух жителей Шамони, Мишеля-Габриэля Паккара и Жака Балма. Жители местных деревень организовывали комфортное размещение для приёма всё большего числа клиентов. Строились комфортабельные отели: Hôtel de l’Angleterre, Hôtel de l’Union в Шамони, Hôtel Royal в Курмайёре и Auberge de la Tête Noire в Триане для преимущественно иностранных туристов, возникли базовые лагеря альпинистов. Местное население, приняв изменения как экономическое благо, сделало многое, чтобы предложить свои услуги и сопровождать туристов на вершины. Муниципалитет Шамони стал первым, кто ввёл дисциплину в профессию гида. В 1821 году была создана первая Compagnie des Guides, насчитывающая почти 200 членов. В 1850 году Курмайёр и Сен-Жерве приняли участие в конкурсе, создав свою собственную компанию.
В 1752 году был открыт термальный источник Пре-Сен-Дидье, а затем Сен-Жерве в 1808 году, что также привлекло много новых клиентов. На протяжении всего XIX века строились отели, один роскошнее другого, такие как Бристоль и Финхаут, Маджестик или Савой в Шамони. Вместе со строительством происходила модернизация транспортной сети. Наполеон во время своего визита в Шамони в 1806 году пообещал облегчить доступ в долину. В 20-м веке строительство железной дороги между Лем Файм и Мартини в значительной степени способствовало этой цели.
Зимний туризм был открыт в 1900 году, а в 1924 году в Шамони прошли первые зимние Олимпийские игры, осуществлены различные градостроительные проекты, от самых простых до самых экстравагантных. В первой половине XX века были созданы станции Комблу, Межев, Сен-Жерве и Курмайёр. Строительство первых горнолыжных районов происходило в высокогорных районах, таких как Шекруит, Планпраз, Мон д’Арбуа, пастбище Орсьер и т. д. Высокогорные пастбища были уничтожены, долина была колонизирована для размещения «туристических мест», предназначенных для постоянно растущего числа гостей.
Инвестиции начали снижаться с 1980-х годов, в основном из-за завершения больших проектов в самых известных местах, но также, и прежде всего, из-за нового коллективного осознания местных жителей, столкнувшихся с экологическими и иными проблемами из-за наплыва туристов, чему способствовали нерегулярные снегопады.
По официальным оценкам Монблан посещают до 30 000 человек за сезон. Летом на основных маршрутах могут одновременно находиться сотни людей, а в пик сезона в среднем 200 человек ежедневно пытаются покорить вершину. Горные хижины переполнены, туристы вынуждены разбивать лагерь на улице, что незаконно. Огромное количество альпинистов может привести к возникновению узких мест на некоторых участках маршрутов, и некоторые эксперты считают, что это опасно, в первую очередь, для самих альпинистов.
Люди, которые ежегодно поднимаются на Монблан, оставляют после себя тонны мусора. По словам Жан-Марка Пейе́ (фр. Jean-Marc Peillex), мэра города Сен-Жерве у подножия горы, каждую неделю в разгар летнего сезона восхождений с горы вертолётом вывозится около 500 кг мусора. Беспорядок в основном создаётся людьми, которые живут в высотных хижинах или в палатках на полпути к вершине горы. Один из гидов отмечает, что у подножия горы ежедневно ставится от 30 до 50 палаток, и везде остаётся мусор, особенно органический.
Несмотря на многолетнюю историю туризма, на склонах горы почти каждый год гибнут люди. Большому количеству трагических случаев способствует популярность туристических маршрутов и отсутствие альпинистских навыков, физической подготовки, быстрое изменение погодных условий. В 2012 году девять альпинистов погибли в лавине на горе Модит на популярном маршруте «Три горы», который ведёт через Монблан. На людей может влиять высота: тошнота, бессонница, рвота и сильные головные боли, а в крайних случаях — смерть, которые могут возникать уже на высотах около 2500 метров. Проблемы возникают и в том случае, если альпинисты не успевают акклиматизироваться к высоте и хотят подняться и спуститься за пару дней. Также важно иметь соответствующее снаряжение и минимальные альпинистские навыки. Спасатели также рекомендуют альпинистам иметь при себе лопату для снега и маяк. Даже в яркий летний день, когда Монблан выглядит великолепно и светит солнце, при подъёме на гору температура снижается от 0,3 °C до 0,9 °C на каждые 100 м. На вершине Монблана температура −15 °C без ветра соответствует −30 °C при ветре 60 км/ч.
Учёные считают, что гора находится в фазе сильных изменений из-за климатических факторов, поэтому особенно уязвима. В 2017 году около 50 кубометров льда сошло с ледника с Планпэнсьë (фр. Planpincieux), а в сентябре прошлого года масса льда откололась от ледника Шарпуа, на юго-восточной стороне Эгюий-Верте, на французской стороне Монблана. Ледник находится под пристальным наблюдением с 2013 года с целью установить частоту таяния льда. Но власти предупреждают, что системы оповещения нет. Во время погодного инцидента в августе 2018 года пожилая пара погибла недалеко от Планпэнсьë, когда их автомобиль был унесён с дороги в долину во время оползня. Сотни людей были эвакуированы, некоторые из них на вертолёте. В 2019 году власти Италии перекрыли дороги и эвакуировали дома после того, как эксперты предупредили, что часть ледника Монблана находится под угрозой обрушения. Эксперты из Фонда безопасных гор (фр. Fondation Montagne sûre, итал. Fondazione Montagna Sicura) в Валле-д'Аоста предупреждали в 2019 году, что до 250 000 кубометров льда может сойти с пика Гранд-Жорас. В 2020 году также есть угроза схода лавин с ледников. Ситуация повторилась и в 2020 году.

## Монблан в культуре
В стихотворении «Поскупясь, судьба талана…» (1855) князь П. А. Вяземский писал о своих европейских впечатлениях:
Не видал, хоть из окна,
Живописного Монблана —
Гор царя и великана.
Скрылся он вовнутрь тумана:
У царя приёма нет.
И не знает ваш поэт,
Как, подъемлясь горделиво
На престоле из сребра,
Богом созданное диво,
Блещет Белая Гора.
Немецкий режиссёр Арнольд Фанк посвятил в 1930 году восхождению на эту горную вершину один из своих наиболее известных фильмов «Буря над Монбланом».